# Panevėžys
Panevėžys és la cinquena ciutat més gran de Lituània, que es troba a la part nord del país, a la vora del riu Nevėžis, a mig camí entre Riga i Vílnius, totes dues situades a 130 quilòmetres de la ciutat.

## Història
El Gran Duc de Lituània Alexandre Jagelló és considerat com el fundador de la ciutat el 1503.
Abans de l'Holocaust, la ciutat va ser la llar d'una gran comunitat jueva. El 1923, els jueus representaven el 36% de la població, aproximadament unes 7.000 persones. Els jueus de Panevėžys quasi tots van desaparèixer el 1943, assassinats pels nazis.

## Altres
La seva posició geogràfica favorable i la presència d'infraestructures de carreteres (autopista Via Bàltica) i ferrocarril l'han convertit en un important nus de comuncions que han afavorit l'expansió econòmica. La ciutat està connectada per ferrocarril amb Šiauliai i Daugavpils. Una altra línia de via estreta connecta amb petits pobles: aquesta línia està classificada com a monument històric i és explotada amb fins turístics.
El club de futbol a Panevezys és el FK Ekranas Panevėžys, aquest equip ha estat set vegades campió de Lituània. L'estadi més gran multifuncional en Panevėžys, el Cido Arena, va ser seu dels partits de l'Eurobasket 2011.

## Ciutats agermanades
- Lünen, Alemanya
- Kalmar, Suècia
- Lublin, Polònia
- Kolding, Dinamarca
- Kaliningrad, Rússia
- Mytichtchi, Rússia
- Daugavpils, Letònia
- Gàbrovo, Bulgària
- Rakvere, Estònia